# 라몬 가빌론도
라몬 가빌론도 알베르디(스페인어: Ramón Gabilondo Alberdi; 1913년 3월 15일, 바스크 주 에이바르 ~ 2004년 9월 16일, 마드리드 주 마드리드)는 스페인의 전 축구 선수로, 현역 시절 미드필더로 활약했다.
스페인 내전으로 중간에 활약을 중단했던 그는, 아틀레티코 마드리드 소속으로 1939-40 시즌과 1940-41 시즌에 2년 연속 우승을 거두었다. 그는 스페인 국가대표팀 경기에 5번 출전하기도 했으며, 나중에 1960년에는 자국 대표팀의 공동 감독을 맡기도 했다.